# Пентафілаксові
Пентафілаксові (Pentaphylacaceae) — невелика родина квіткових рослин порядку вересоцвіті (Ericales), що містить 12 родів і близько 337 видів.

Поширені від півдня Китаю до півострова Малакка і Суматри, а також в Африці і на Канарських островах. Частина представників росте в неотропіці.
Чагарники або невеликі дерева. Чергові, часто розташовані в два ряди листя черешкові, м'які і легкі. Край листа цілісний, порізаний або хвилястий. Прилистники найчастіше відсутні.
Квітки, як правило, поодинокі, в листових пазухах, рідко зібрані в бічні або верхівкові групи. Квітки одностатеві або двостатеві, радіально-симетричні, п'ятичленні, з подвійною оцвітиною. Види з одностатевими квітками дводомні. П'ять чашолистків вільні. П'ять вільних пелюсток зеленуваті або жовтуваті, рідко, наприклад у представників роду Balthazaria, оранжево-червоні. До 30 вільних фертильних тичинок розташовуються простим обертом. Тичинкові нитки короткі, а пильовики довгі. Представники триби Frezierieae мають 3, а інших триб — 5 плодолистиків, що злилися в один з утворенням загальної зав'язі і синкарпного гінецея.
Плід — ягода або коробочка з дерев'янистим навколопліддям і більш-менш крилатими насінинами. Зародок має U-подібну форму.

## Роди
Станом на вересень 2014 року вебсайт з філогенезу покритонасінних включав у родину такі роди:
- Adinandra Jack
- Anneslea Wallich
- Balthasaria
- Cleyera Thunberg
- Eurya Thunberg
- Euryodendron H.T.Chang
- Freziera
- Killipiodendron
- Paranneslea
- Pentaphylax
- Symplococarpon Airy Shaw
- Ternstroemia L.f.
- Ternstroemiopsis Urban
- Visnea